# 상필주
상필주는 대한민국의 가수다. 2024년 싱글 [새벽소리]로 데뷔했다.

## 방송
- 오빠시대 (2023) - Top20(17위)
- TV조선 대학가요제 (2024) - Top30

## 음반
- MBN '오빠시대' 8회 - 4라운드 part.B (2023)
- 새벽소리 (2024)
- 이젠 모두 잊고 싶어요 (2024)
- 바람이 분다 (2024)